# Station Dol-de-Bretagne
Station Dol-de-Bretagne is een spoorwegstation in de Franse gemeente Dol-de-Bretagne.